# Нижмозеро
Нижмозеро (рос. Нижмозеро) — присілок в Онезькому районі Архангельської області Російської Федерації.
Населення становить 9 осіб. Входить до складу муніципального утворення Покровське поселення.

## Історія
Від 2004 року входить до складу муніципального утворення Покровське поселення.

## Населення
| 2002 | 2010 | 2012 |
| ---- | ---- | ---- |
| 27   | ↘10  | ↘9   |